# Henry McLeish

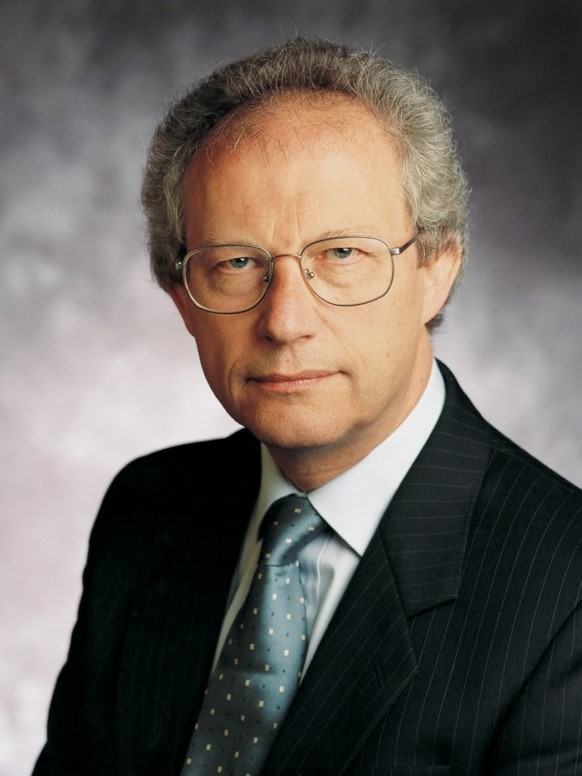
Henry McLeish

Henry Baird McLeish (született 1948. június 15.-) egy skót munkáspárti politikus, író, egyetemi tanár. Korábban profi labdarúgó volt. Skócia második kormányfője (első miniszter) 2000 és 2001 között kormányzott. Donald Dewar hirtelen halála után lett Skócia első minisztere.

## Gyermek - és ifjúkora, korai évek
McLeish egy szénbányász családban született. Tanulmányait a Buckhaven High School-ban kezdte. 
1968-ban a Herriot-Watt Egyetemen kezdett tanulni. 1973-ban diplomát szerzett. Érettségi után McLeish kutatási tisztként dolgozott az Edinburgh Corporation-nél 1973-1973 között, majd Fife tanácsi terület tanácsak várostervezési tisztviselője lett. 1974-1975 között Dunfermline Kerületi Tanácsnál dolgozott. Részmunkaidőben 1973-1986 között a Herriot-Watt Egyetemen tanított. 

## Politikai karrierje
McLeish 1970-ben csatlakozott a Munkáspárthoz  és Kirkaldy Kerületi Tanácsának tagja lett 1974-1977 között. 1978-1987 között a Fife Regionális Tanács tagja volt. 
McLeish 1992-1994 között az árnyékkormányban közlekedési miniszter volt, 1994-1995 között egészségügyi miniszter az árnyékkormányban. 1997-ben McLeish Skóciáért felelős államtitkár lett és jelentős részt vállalt a skót decentralizáció és autonómia kiharcolásában. Ekkoriban McLeish Donald Dewar jobbkeze volt, Dewar McLeish-t a belügyekért és a decentralizációért felelős titkárrá nevezte ki. A skót parlament 1999-es létrehozása után Fife képviseletében került be a törvényhozásba. 

### Az első miniszter
Donald Dewar 2000-es halála után a McLeish és McConnell közötti hatalmi harcból McLeish került ki győztesen. McLeish így lett Skócia második első minisztere. McLeish sokat utazott, főleg az Amerikai Egyesült Államokba. Főbb céljai közé tartozott, hogy javítsa a skót ipar versenyképességét. 2001-ben bejelentette, hogy lemond a kormányfői címről. 

## Fordítás
Ez a szócikk részben vagy egészben  a   Henry McLeish című német Wikipédia-szócikk fordításán alapul.  Az eredeti cikk szerkesztőit annak laptörténete sorolja fel. Ez a jelzés csupán a megfogalmazás eredetét és a szerzői jogokat jelzi, nem szolgál a cikkben szereplő információk forrásmegjelöléseként.
Ez a szócikk részben vagy egészben  a   Henry McLeish című angol Wikipédia-szócikk fordításán alapul.  Az eredeti cikk szerkesztőit annak laptörténete sorolja fel. Ez a jelzés csupán a megfogalmazás eredetét és a szerzői jogokat jelzi, nem szolgál a cikkben szereplő információk forrásmegjelöléseként.
Ez a szócikk részben vagy egészben  a   Henry McLeish című francia Wikipédia-szócikk fordításán alapul.  Az eredeti cikk szerkesztőit annak laptörténete sorolja fel. Ez a jelzés csupán a megfogalmazás eredetét és a szerzői jogokat jelzi, nem szolgál a cikkben szereplő információk forrásmegjelöléseként.